# Мёршид
Мёршид (нем. Mörschied) — община в Германии, в земле Рейнланд-Пфальц. 
Входит в состав района Биркенфельд. Подчиняется управлению Херрштайн.  Население составляет 865 человек (на 31 декабря 2010 года). Занимает площадь 10,69 км².